# HD 128333
Désignations
HD 128333 est une étoile variable de la constellation du Bouvier, située à 700 ± 8 a.l. (∼ 215 pc) de la Terre.